# 木村商事グループ
木村商事グループ（きむらしょうじグループ、英称:KIMURA SHOJI Co.,Ltd.、略称:KSG）は、横浜市港北区を拠点とするコンツェルンである。飲食店経営、ホテル経営、不動産業、ドレッシング販売などの事業を営んでいる。「心から(K) 親切に(S) 頑張ります(G)」をモットーに掲げている。

## 木村商事グループが経営する飲食店
- 大蔵茶屋 妙蓮寺店
- Cafe de la Paix（カフェ・ド・ラペ）
- カフェプラザ オークラ
- 珈琲館綱島店
- ザ・ニューオークラ
- チャイニーズレストラン オークラ
- レストラン オークラ

## 関連会社
- 株式会社ウイングスプラス
- 株式会社キャロット
- 株式会社ザ・ニューオークラ
- 新横浜ビックサイド株式会社
- 浜っ子ラーメンセンター株式会社
- 株式会社横浜カフェ・ド・ラペ
- 有限会社アポロ不動産
- 有限会社イーグル観光
- 有限会社エムエフプランニング
- 有限会社菊水
- 有限会社コクサン商事
- 有限会社ホテルジュエル